# Lomträsket (Sorsele socken, Lappland)
Lomträsket är en sjö i Sorsele kommun i Lappland och ingår i Umeälvens huvudavrinningsområde. Sjön har en area på 1,69 kvadratkilometer och ligger 360,1 meter över havet. Sjön avvattnas av vattendraget Lombäcken.

## Delavrinningsområde
Lomträsket ingår i det delavrinningsområde (723582-157959) som SMHI kallar för Utloppet av Lomträsket. Medelhöjden är 401 meter över havet och ytan är 8,04 kvadratkilometer. Räknas de 5 avrinningsområdena uppströms in blir den ackumulerade arean 93,85 kvadratkilometer. Lombäcken som avvattnar avrinningsområdet har biflödesordning 3, vilket innebär att vattnet flödar genom totalt 3 vattendrag innan det når havet efter 259 kilometer. Avrinningsområdet består mestadels av skog (73 procent). Avrinningsområdet har 1,67 kvadratkilometer vattenytor vilket ger det en sjöprocent på 20,7 procent.